# Kathoey

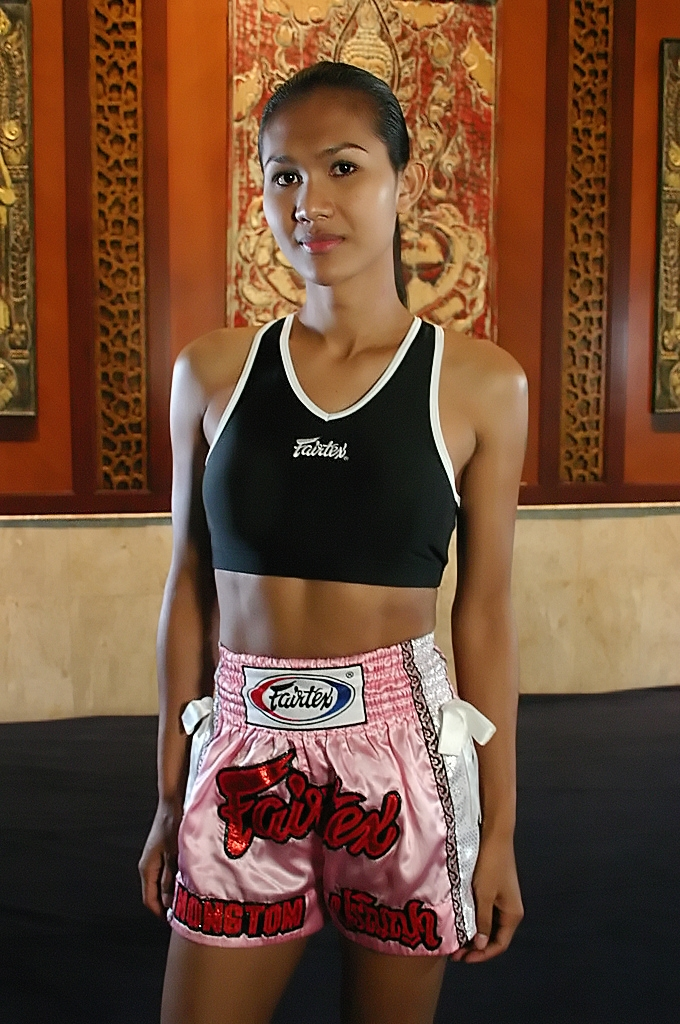
Parinya Charoenphol, talvez seja a kathoey mais reconhecida internacionalmente por a sua vida ter sido retratada no filme Beautiful Boxer.

Kathoey (em tailandês: กะเทย)  ou katoey  é um termo utilizado na Tailândia que, muitas vezes, se refere a mulheres trans ou até mesmo um homem gay de expressão de género feminina. Algumas vezes, essas pessoas também são chamadas de ladyboys, sao (ou phuying) praphet song ("um segundo tipo de mulher") ou phet thee sam (terceiro género). A palavra kathoey é tida como sendo de origem khmer.